# Plavje
Plavje (v času fašizma italijansko preimenovane v Plavia di Montedoro) so naselje ob italijanski meji, v Slovenski Istri, ki upravno spada pod Mestno občino Koper. 
Pravilno sklanjanje imena naselja je množinsko, torej na Plavje, na Plavjah, iz Plavij, prebivalci se imenujejo Plavčani, prebivalke pa Plavčanke.
Obmejna gručasta vas se nahaja na prisojnem pobočju severozahodnega vznožja Tinjana (374 m), nad dolino Škofijskega potoka in obsega tudi zaselke Badiha, Dogani, Korta, Urbanci in Puberli ter del nekdanjega zaselka Beloglav (Belpoggio). V Italiji je ostal tudi njihov nekdaj popolnoma slovenski zaselek Rabujez (Rabuiese). 

## Zgodovina Plavij
O najzgodnejši in verjetno srednjeveški zgodovini vasi do sedaj še niso bili preučeni obstoječi zgodovinski viri, v starih dokumentih se vas omenja z imenoma Plaula oz. Plauia, verjetno pa je bila od nekdaj tesno povezana z bližnjimi  Miljami.
V 17. stoletju so Uskoki vas opustošili in porušili. Delno so porušili tudi cerkveni zvonik, zato so bili do začetka 19. cerkveni vaški zvonovi obešeni kar na lipi.
V vasi so od nekdaj živeli Slovenci, o čemer pričata tudi najpogostejša priimka Čok in Bertok. Ti so že leta 1888 ustanovili pevsko-bralno društvo »Straža« in leta 1910 pevsko in godbeno društvo »Slovanski dom«. Z ustanavljanjem ljudskih prosvetnih društev in čitalnic so se borili proti vse večjim pritiskom italijanskega šovinizma in iredentizma, za pravico do uporabe slovenskega jezika in za  ohranitev slovenstva. 
Pred drugo svetovno vojno so Plavje spadale pod občino  Milje, od 12. junija 1945 do 5. oktobra 1954 pa je v bližini vasi potekala Morganova demarkacijska črta Svobodnega tržaškega ozemlja ki je ločevala tako imenovani coni A in B. Angloameričani so upravljali njegov severni del (cono A), ki je obsegala mesto Trst z okolico, železniško progo Trst-Gorica in tudi Plavje. Cona B, ki je obsegala severni del Istre do reke Mirne, je bila pod jugoslovansko vojaško upravo. 5. oktobra 1954 je Svobodno tržaško ozemlje prenehalo obstajati in sklenjen je bil Londonski memorandum. Dejansko je bila nekdanja cona A priključena Italiji in nekdanja cona B priključena Jugoslaviji, z izjemo Plavij, ki so bile 24.10.1954 dodeljene Jugoslaviji, v zameno za območje Italije, kjer danes poteka del Sabotinske ceste v Goriška Brda. Dokončno je bila meja med Italijo in Jugoslavijo potrjena z osimskim sporazumom, ki sta ga podpisali Socialistična federativna republika Jugoslavija in Republika Italija 10. novembra 1975 v italijanskem mestu Osimo.
Meja med Italijo in Jugoslavijo je za dolgo vrsto let neživljenjsko ločila prebivalce nekdaj enotnih zaselkov v okolici Plavij, posebej še Beloglav/Belpoggio. Do leta 1961 so bile del Plavij tudi Spodnje Škofije, ki so tedaj postale samostojno naselje.

### Šolstvo
V vasi je že leta 1829 delovala pomožna šola. V časih Avstro-Ogrske so vaščani  v vasi sami zgradili stavbo osnovne šole (podružnico škofijske), v kateri je pouk potekal od leta 1904 v slovenskem in nemškem jeziku, po priključitvi k kraljevini Italiji pa le v italijanščini. Med drugo svetovno vojno je v njej delovala partizanska šola, v kateri je poučevala domačinka Hermina Ferluga, vendar le do prihoda Nemcev maja 1944, ki so šolsko stavbo zasedli in imeli v njej svojo postojanko. Leta 1957 je bila šola v vasi ukinjena, nanjo spominja le zapuščena šolska stavba.

### Pomniki NOB
Na hiši za cerkvijo je na pročelju vzidana spominska plošča na prvi ustanovni sestanek OF za Slovensko Istro (leta 1941), ki ga je vodil Oskar Kovačič. Borcem, ki so padli med 2. svetovno vojno, je nad vasjo postavljeno obeležje NOB.

## Prometne povezave vasi nekdaj in danes
Na bližnjem nizkem prevalu pri Spodnjih Škofijah, med Kaštelirjem (244 m.n.m.) na zahodu in Tinjanom (374 m.n.m.) na vzhodu, imenovanem tudi Škofijski prag, so bile (oziroma so) po od 50 do 200 metrov širokem pasu speljane avtocesta, »stara cesta« v Trst in Milje ter nekdaj tudi ozkotirna železniška proga Porečanka, ukinjena leta 1935.
Avtocesta je bila zgrajena pred nekaj leti, stara cesta pa ima zagotovo zametke v prazgodovini, saj so jo varovala gradišča na obeh okoliških vzpetinah.
Rimska cesta je skozi Škofijski prag povezovala Trst (Tergeste) z mesti na obalah Istre. Prvo zgodovinsko poročilo o tej cestni povezavi sega v leti 78 in 79 našega štetja, ko je rimski cesar Tit Flavij Vespazijan dal zgraditi cesto od Trsta do Pulja. Dokončal jo je njegov sin in po njunem rodbinskem imenu je dobila ime Via Flavia. Verjetno prav njej pripadajo leta 2002 najdeni ostanki cestnega tlaka na ankaranskem križišču Bivje (Bivio). Za časa Beneške republike jo je dal leta 1775 s sredstvi iz javnih financ obnoviti koprski podesta Pietro Dolphino, zato je dobila ime Strada Dolphina, na kar spominja odlomek stebra z napisom, ki stoji ob cerkvenem zvoniku v Spodnjih Škofijah.

## Plavje nekoč in danes
Ker so pobočja položna in je podnebje ugodno, se prebivalci vasi od nekdaj ukvarjajo s kmetijstvom, predvsem s pridelavo zgodnjih vrtnin na njivah okoli vasi, vinogradništvom (refošk, malvazija) in oljkarstvom, nekateri pa tudi z obrtjo. V vasi obratuje tudi torkla, v kateri stiskajo oljčno olje. Gre za najstarejšo še delujočo torklo na ozemlju celotne Istre. Z vpregami (konji in voli) so nekdaj odhajali v Vinjan ob Osapski reki, kjer so imeli rodovitne njive, na katerih so gojili predvsem radič tržaški solatnik, v sadovnjakih pa češnje in fige.  Do leta 1954, ko so bile Plavje iz Cone A nikoli uresničenega Svobodnega tržaškega ozemlja priključene k Jugoslaviji, je iz Milj (tedanjega občinskega središča) na Plavje že vozil avtobus, domačinom pa je njihove pridelke (radič, blitvo (bledas), berivko (salatino), špinačo in drugo sezonsko zelenjavo, v okroglih pletenih košarah (plenerjih) pa češnje, fige in drugo sadje) na grosistično tržnico ob morju v Trstu vozil sokrajan z velikim triciklom. Poznala se je neposredna bližina Trsta. Otroci iz vasi so prve razrede osnovne šole obiskovali v vaški šoli na Plavjah, od četrtega razreda dalje pa slovensko šolo v Trstu pri Sv. Jakobu (slovenski del Trsta).
Danes je veliko vaščanov zaposlenih v slovenskih obmorskih mestih. Zaradi bližine Kopra se danes ljudje v Plavje priseljujejo, vse več je novih hiš, ki pa večinoma ne kažejo povezanosti s tradicionalno istrsko stavbno dediščino.

### Kaplanija Plavje in cerkev sv. Lucije
Kaplanija Plavje s cerkvijo svete Lucije v jedru vasi je do leta 1960 spadala v župnijo Osp. Po drugi svetovni vojni jo je državna meja ločila od župnijskega središča. Cerkveni zvonik je bil zgrajen/dograjen leta 1885, cerkev pa je bila prenovljena leta 1925. Od leta 2004 je cerkev sv. Lucije podružnica leta 1960 ustanovljene župnije Škofije.